# Singh
Singh é um título, sobrenome ou apelido Indiano tradicionalmente utilizado pelos sikhs do sexo masculino. Significa "leão" e o seu uso é obrigatório para todos os que foram iniciados na Khalsa ou comunidade dos sikhs. Algumas pessoas que ainda não foram iniciados na Khalsa poderão também usar o nome.
A obrigatoriedade do seu uso foi decretada pelo décimo guru do sikhismo, o Guru Gobind Singh, a 30 de Março de 1699 quando se fez pela primeira vez a cerimónia de iniciação na Khalsa. Os cinco iniciados pelo Guru tomaram os Cinco K e acrescentaram "Singh" aos seus nomes próprios.
A adopção deste nome visava fomentar um espírito de união entre os sikhs perante as perseguições que estes atravessam na época por parte do Império Mogol, bem como abolir os nomes que, de acordo com o sistema de castas da Índia (rejeitado pelo sikhismo), estavam associados a determinada casta.
As mulheres sikhs também tomam um sobrenome quando iniciadas na Khalsa que é Kaur ("princesa").